# Nephele (Wolke)

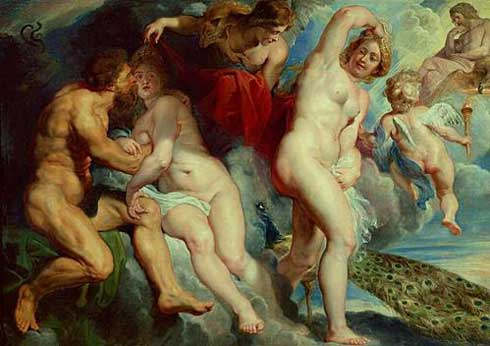
Nephele (Wolke)

Nephele (altgriechisch Νεφέλη Nephélē) ist in der griechischen Mythologie eine Wolke, die Zeus in der Gestalt der Hera erschafft, als diese von Ixion – dem König der Lapithen, dem Zeus zur Unsterblichkeit verholfen hat – auf einem Gelage der Götter im Olymp bedrängt wird.

## Mythologie
Aus dem Beischlaf des weintrunkenen Ixion mit Nephele entsteht der Kentauros, ein Mischwesen aus Mensch und Pferd, das später mit den Stuten am Berg Pelion die Kentauren hervorbringt. Nephele aber wandelt trostlos durch die Hallen des Olymp, bis sie auf Heras Befehl den Athamas, Herrscher über Böotien, heiratet. Von ihm wird sie Mutter des Phrixos und der Helle. In seinem Palast am Fuße des Berges Laphystion nimmt sich Athamas Ino, die Tochter des Kadmos, des Gründers von Theben, zur Geliebten. Aus dieser Beziehung gehen Learchos und Melikertes hervor. Nephele beklagt sich über diesen Ehebruch bei Hera, die, wie so oft in solchen Fällen, Rache schwört. Die Männer Böotiens, von denen Nephele unter Berufung auf die Rachepläne Heras den Tod des Athamas fordert, fürchten ihren Herrscher allerdings mehr als die Göttin Hera, während die Frauen wiederum seiner Geliebten Ino ergeben sind. Ino schmiedet einen Plan, den Phrixos zu töten, zu dessen Rettung Herakles herbeieilt.
In anderen Versionen trägt ein sprechender Widder mit goldenem Fell, den Hermes auf Bitten Nepheles geschickt hat, den Phrixos und auch seine Schwester Helle davon, die nicht mehr bei ihrem Vater bleiben will.
Bei anderer Gelegenheit gerät Nephele in Konflikt mit Herakles: Als sich dieser auf dem Weg nach Erymanthos befindet, wird er vom Kentauren Pholos in Gastfreundschaft aufgenommen. Pholos kredenzt ihm auch den Wein, der gemeinsames Eigentum aller Kentauren ist. Als die Kentauren erzürnt herbeistürmen, kommt es zum Kampf, Herakles tötet zwei von ihnen. Um die Kampfkraft des Herakles zu brechen, lässt es Nephele, die Großmutter der Kentauren, regnen, um den Bogen des Herakles aufzuweichen. Doch hindert diese Schwächung den Heros nicht daran, weitere Kentauren zu töten.